# Aleksander Kulczyński
Aleksander Kulczyński (ur. 20 grudnia 1889 w Warszawie, zm. 11 sierpnia 1977 tamże) – major piechoty Wojska Polskiego. Kawaler Orderu Virtuti Militari.

## Życiorys
Urodził się w rodzinie Józefa i Franciszki z d. Gajewska. Relegowany ze szkoły realnej po ukończeniu sześciu klas za strajk szkolny w 1905. Maturę zdał jako ekstern już jako oficer WP. W 1913 roku został powołany do armii rosyjskiej. W 1915 zgłosił się ochotniczo do służby w Legionie Puławskim.
Szczególnie zasłużył się 20 sierpnia 1920 „w bitwie pod Murcem, gdzie na czele swojego plutonu podczas walki wręcz zatrzymał napór Niemców, nast. wypierając ich z zajmowanych pozycji”. Za tę postawę odznaczony Orderem Virtuti Militari.
Od 1916 jako podchorąży służył w Brygadzie Strzelców Polskich (ranny we wsi Konczany nad Uszą podczas walk z bolszewikami w 1918). Za walki z bolszewikami odznaczony amarantową wstążeczką. Działał w Polskiej Lidze Wojennej Walki Czynnej i szerzył jej ideologię wśród podwładnych (Krzyż Niepodległości). Uczestniczył w spisku w Bobrujsku. Po demobilizacji I Korpusu Polskiego przedarł się do 4 Dywizji Strzelców Polskich, z którą wrócił do kraju.
W lutym 1920 wstąpił do 5 pułku piechoty Legionów. Latem tego roku został ranny pod Nawozem nad Styrem, a po rekonwalescencji, w październiku otrzymał przydział do Wileńskiego Pułku Strzelców. W październiku 1920 brał udział w wyzwoleniu Wilna spod okupacji litewskiej. W nocy z 26 na 27 października 1920 podczas wypadu I baonu Pułku Wileńskiego na młynek w Ponarach wziął do niewoli całą placówkę (30 ludzi), zniszczył połączenia telefoniczne i dowodził atakiem na okopy zmuszając Litwinów do wycofania się. W latach 20. XX wieku pełnił służbę w 85 pułku piechoty w Nowej Wilejce.
3 maja 1922 został zweryfikowany w stopniu kapitana ze starszeństwem z dniem 1 czerwca 1919 i 694. lokatą w korpusie oficerów piechoty.
3 maja 1926 awansował na majora ze starszeństwem z dniem 1 lipca 1925 i 67. lokatą w korpusie oficerów piechoty
.
28 stycznia 1931 roku otrzymał przeniesienie z 85 pp do Korpusu Ochrony Pogranicza na stanowisko dowódcy Batalionu KOP „Iwieniec”. 23 marca 1932 roku został przeniesiony z KOP do Komendy Miasta Wilno na stanowisko referenta bezpieczeństwa i dyscypliny.
W 1939 jako oficer w stanie spoczynku został zmobilizowany w ramach Obszaru Warownego „Wilno”. Po 17 września przekroczył granicę litewską. Po powrocie z internowania został aresztowany, więziony na Łukiszkach, skazany na 8 lat "trudavovo łagra" i 7 października 1940 wywieziony do łagru w Workucie. W 1941, po podpisaniu układu Sikorski-Majski, został przyjęty do Polskich Sił Zbrojnych w ZSRR. W Guzar w Użbekistanie, dowodził batalionem szkoląc młodych żołnierzy. Po wyjściu oddziałów gen. Andersa ze Związku Radzieckiego, był dowódcą Straży Portowej w Aleksandrii. Tam zachorował na próchnicę kręgosłupa i odszedł ze służby. W 1946 wrócił do Polski. Będąc rencistą (noga krótsza o 5 cm wskutek nie w pełni udanej operacji prof. Grucy), pracował jako archiwista. Zmarł w 1977 roku. Pochowany na Powązkach Cywilnych w kwaterze 115 niedaleko od grobu marszałka Rydza Śmigłego.

## Ordery i odznaczenia
- Krzyż Srebrny Orderu Wojskowego Virtuti Militari nr 6822[1] (dwukrotnie: za walki z Niemcami w Legionie Puławskim i za wojnę bolszewicką w 5 Pułku Legionów - ranny pod Nawozem nad Styrem; pierwszy krzyż Virtuti V klasy zwrócił do kapituły orderu Virtuti Militari, bo nie można było mieć dwóch tej samej klasy[potrzebny przypis])
- Krzyż Niepodległości[1] za udział w Polskiej Lidze Wojennej Walki Czynnej i spisku w Bobrujsku (jeszcze w wojsku carskim).
- Krzyż Walecznych[1] - dwukrotnie - „za czyny męstwa i odwagi wykazane w bojach toczonych w latach 1918-1921”
- Krzyż Zasługi Wojsk Litwy Środkowej za wyzwolenie Wilna i stanie na straży granic Litwy Środkowej
- Wstążeczka amarantowa
- Medal za Długoletnią Służbę w X-lecie służby,
- Złoty Krzyż Zasługi[1]
- Medal międzysojuszniczy „Médaille Interalliée”

## Awanse
- podporucznik – 1 lutego 1919[1]
- porucznik – 1 kwietnia 1920[1]
- kapitan – 3 października 1922[1]
- major – 3 maja 1926[1]

## Życie prywatne
Żonaty od 1927 z Lidią z d. Keltau. Dwóch synów.